# Ana Carrasco
Ana Carrasco Gabarrón (Murcia, 10 marzo 1997) è una pilota motociclistica spagnola vincitrice del Campionato mondiale Supersport 300 nel 2018 e del Campionato mondiale WCR nel 2024.

## Carriera

### Gli inizi, Mondiale Moto3

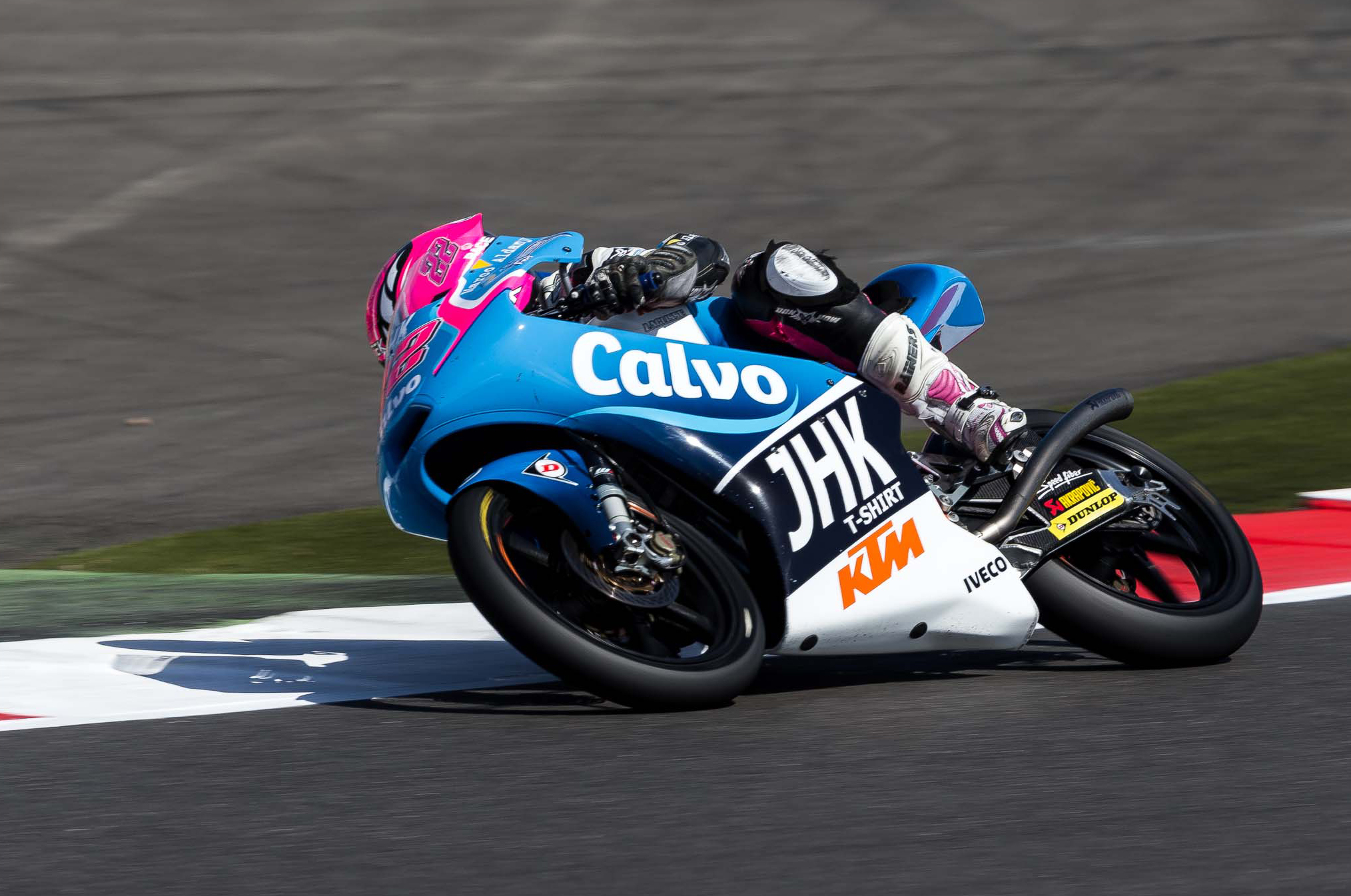
Carrasco in Moto3 nelle prove del Gran Premio di Gran Bretagna 2013.

Ha incominciato ad andare in moto all'età di tre anni, nel 2001 incomincia a gareggiare con le minimoto passando per le varie categorie 70, 80 e 125 cm³. Debutta nel campionato velocità spagnolo nel 2011 all'età di 14 anni, quell'anno stesso diventò la prima pilota donna a conquistare dei punti nel CEV 125cc. Nel 2012 partecipa al campionato Europeo Velocità Moto3, svoltosi in gara unica ad Albacete, dove si classifica in undicesima posizione.
Il 7 aprile 2013 debutta nel motomondiale in Qatar, è la seconda spagnola dopo Elena Rosell che debuttò nel 2011, nell'ottobre dello stesso anno si classifica 15ª nel gran premio della Malesia, diventando così la prima pilota spagnola a conquistare punti nel motomondiale. Era da 12 anni che una donna non faceva segnare punti nel motomondiale, da quando la tedesca Katja Poensgen concluse 14ª il GP d'Italia del 2001.
Nell'anno 2014 corre in sella alla Kalex KTM del team RW Racing GP, anche se non prende parte alle ultime quattro gare in calendario a causa di problemi derivanti dalla mancata copertura economica di alcune sponsorizzazioni. Dalla stagione 2015 corre per il team RBA Racing. In questa stagione è costretta a saltare il Gran Premio del Qatar a causa della frattura della clavicola destra rimediata in un test pre-campionato sul circuito di Jerez de la Frontera e i Gran Premi di Indianapolis e Repubblica Ceca a causa della frattura dell'omero sinistro rimediata nel precedente GP di Germania. Chiude la stagione senza ottenere punti validi per la classifica mondiale.

### CEV Moto2 e Mondiale Supersport 300
Nel 2016 tornò nel CEV, gareggiando nella classe Moto2. Concluse la stagione senza aver ottenuto punti in classifica con una diciottesima posizione come miglior risultato in gara.
Nel 2017 prende parte al campionato mondiale Supersport 300, correndo con una Kawasaki Ninja 300 del team ETG Racing. In occasione della prova portoghese corsa sul circuito di Portimão, Carrasco ottiene la sua prima vittoria in una gara iridata, diviene inoltre la seconda donna nella storia dei campionati mondiali di velocità su circuito a vincere una gara (la prima è stata nel 2016 la finlandese Kirsi Kainulainen). Continua nel mondiale Supersport 300 anche nella stagione 2018, dove ottiene due vittorie, ad Imola ed a Donigton Park, laureandosi campionessa del mondo all'ultima gara in calendario.
Per la stagione 2019 è passata al team Kawasaki Provec, struttura spagnola che gestisce le Kawasaki ufficiali del campionato mondiale superbike dal 2013. Vince due Gran Premi in stagione e chiude al terzo posto in classifica con centodiciassette punti. Nella stagione 2020 gareggia con la stessa squadra della stagione precedente. Ottiene una vittoria ma deve abbandonare il campionato anzitempo a causa di un infortunio. I punti conquistati ad inizio stagione le consentono di chiudere all'ottavo posto nel mondiale. 
Dopo aver rinnovato il contratto con il team Kawasaki Provec, si sottopone ad un intervento per fissare delle placche alle vertebre D4 e D6. Il 12 gennaio, dopo un recupero molto veloce, sono state rimosse le placche e il 24 febbraio è tornata in pista in occasione di due giorni di test a Barcellona per prepararsi all'inizio della stagione 2021. Nel 2021 ottiene una vittoria, in occasione del Gran Premio d'Italia, e chiude la stagione con cinquantadue punti al sedicesimo posto.

### Ritorno in Moto3
Nel 2022 torna nella classe Moto3 del motomondiale con il team BOE SKX in sella a una KTM, in sostituzione di David Salvador. Porta a termine tutte le gare in calendario, tranne il Gran Premio d'Argentina, ma senza ottenere punti. Nel 2023 prosegue con la stessa squadra dell'annata precedente, il compagno di squadra è David Muñoz. Costretta a saltare le ultime cinque gare per infortunio, viene sostituita dal connazionale Vicente Pérez. Anche in questa circostanza chiude il campionato senza ottenere punti.

### Mondiale WCR
Nel 2024 è pilota titolare nell'edizione inaugurale del Campionato mondiale WCR. Ingaggiata da Evan Bros Racing Yamaha Team, si dimostra competitiva ai massimi livelli in tutte le piste e ingaggia un duello per il titolo con la connazionale María Herrera. Pur vincendo meno gare della rivale, grazie alla costanza nei piazzamenti (dodici volte a podio su dodici gare disputate) si laurea prima campionessa mondiale WCR.

## Risultati in gara

### Motomondiale
| 2013 | Classe | Moto |    |    |     |    |    |    |    |    |    |    |    |    |    |    |    |    |    |   |  |  |  |  | Punti | Pos. |
| ---- | ------ | ---- | -- | -- | --- | -- | -- | -- | -- | -- | -- | -- | -- | -- | -- | -- | -- | -- | -- | - |  |  |  |  | ----- | ---- |
| 2013 | Moto3  | KTM  | 20 | 20 | Rit | 19 | 26 | 22 | 29 | 24 | NE | 17 | 23 | 22 | 19 | 20 | 15 | 19 | 18 | 8 |  |  |  |  | 9     | 21º  |

| 2014 | Classe | Moto      |    |    |    |    |    |    |    |    |    |    |     |    |    |    |  |  |  |  |  |  |  |  | Punti | Pos. |
| ---- | ------ | --------- | -- | -- | -- | -- | -- | -- | -- | -- | -- | -- | --- | -- | -- | -- |  |  |  |  |  |  |  |  | ----- | ---- |
| 2014 | Moto3  | Kalex KTM | 24 | 21 | 23 | 23 | 23 | 20 | 30 | 24 | 20 | 26 | Rit | 29 | 24 | 22 |  |  |  |  |  |  |  |  | 0     |      |

| 2015 | Classe | Moto |     |    |    |    |    |    |    |    |     |     |     |     |    |    |    |    |    |    |  |  |  |  | Punti | Pos. |
| ---- | ------ | ---- | --- | -- | -- | -- | -- | -- | -- | -- | --- | --- | --- | --- | -- | -- | -- | -- | -- | -- |  |  |  |  | ----- | ---- |
| 2015 | Moto3  | KTM  | Inf | 22 | 26 | 27 | 18 | 25 | 23 | 23 | Rit | Inf | Inf | Rit | 25 | 27 | 29 | 18 | 23 | 24 |  |  |  |  | 0     |      |

| 2022 | Classe | Moto |    |    |     |    |    |    |    |    |    |    |    |    |    |    |    |    |    |    |    |    |  |  | Punti | Pos. |
| ---- | ------ | ---- | -- | -- | --- | -- | -- | -- | -- | -- | -- | -- | -- | -- | -- | -- | -- | -- | -- | -- | -- | -- |  |  | ----- | ---- |
| 2022 | Moto3  | KTM  | 20 | 19 | Rit | 23 | 28 | 23 | 27 | 22 | 22 | 22 | 22 | 23 | 28 | 22 | 25 | 19 | 22 | 23 | 22 | 28 |  |  | 0     |      |

| 2023 | Classe | Moto |    |    |    |    |    |    |    |    |    |    |    |    |    |    |     |     |     |     |     |     |  |  | Punti | Pos. |
| ---- | ------ | ---- | -- | -- | -- | -- | -- | -- | -- | -- | -- | -- | -- | -- | -- | -- | --- | --- | --- | --- | --- | --- |  |  | ----- | ---- |
| 2023 | Moto3  | KTM  | 23 | 21 | 21 | 22 | 20 | 22 | 27 | 24 | 24 | 25 | 25 | 27 | 19 | 22 | Rit | Inf | Inf | Inf | Inf | Inf |  |  | 0     |      |

| Legenda | 1º posto        | 2º posto            | 3º posto            | A punti      | Senza punti        | Grassetto – Pole position Corsivo – Giro più veloce |
| Legenda | Gara non valida | Non qual./Non part. | Ritirato/Non class. | Squalificato | '-' Dato non disp. | Grassetto – Pole position Corsivo – Giro più veloce |

### Campionato mondiale Supersport 300
| 2017 | Moto     |    |   |    |   |    |    |   |    |    |  |  |  |  |  |  |  | Punti | Pos. |
| ---- | -------- | -- | - | -- | - | -- | -- | - | -- | -- |  |  |  |  |  |  |  | ----- | ---- |
| 2017 | Kawasaki | 10 | 7 | 12 | 9 | 14 | 12 | 1 | 20 | 14 |  |  |  |  |  |  |  | 59    | 8º   |

| 2018 | Moto     |   |   |   |   |    |    |    |    |  |  |  |  |  |  |  |  | Punti | Pos. |
| ---- | -------- | - | - | - | - | -- | -- | -- | -- |  |  |  |  |  |  |  |  | ----- | ---- |
| 2018 | Kawasaki | 6 | 4 | 1 | 1 | 11 | 10 | 10 | 13 |  |  |  |  |  |  |  |  | 93    | 1º   |

| 2019 | Moto     |     |   |    |   |   |   |    |   |   |   |  |  |  |  |  |  | Punti | Pos. |
| ---- | -------- | --- | - | -- | - | - | - | -- | - | - | - |  |  |  |  |  |  | ----- | ---- |
| 2019 | Kawasaki | Rit | 8 | AN | 3 | 3 | 1 | 19 | 3 | 1 | 5 |  |  |  |  |  |  | 117   | 3º   |

| 2020 | Moto     |   |   |   |     |   |   |   |    |     |     |     |     |     |     |  |  | Punti | Pos. |
| ---- | -------- | - | - | - | --- | - | - | - | -- | --- | --- | --- | --- | --- | --- |  |  | ----- | ---- |
| 2020 | Kawasaki | 6 | 2 | 1 | Rit | 2 | 5 | 4 | 20 | Inf | Inf | Inf | Inf | Inf | Inf |  |  | 99    | 8º   |

| 2021 | Moto     |    |   |    |   |     |    |    |    |    |    |     |    |    |    |    |    | Punti | Pos. |
| ---- | -------- | -- | - | -- | - | --- | -- | -- | -- | -- | -- | --- | -- | -- | -- | -- | -- | ----- | ---- |
| 2021 | Kawasaki | 11 | 5 | 15 | 1 | Rit | 15 | 24 | 21 | 13 | 11 | Rit | 29 | 20 | 18 | 15 | 21 | 52    | 16º  |

| Legenda | 1º posto        | 2º posto            | 3º posto           | A punti      | Senza punti        | Grassetto – Pole position Corsivo – Giro più veloce |
| Legenda | Gara non valida | Non qual./Non part. | Ritirato/Non class | Squalificato | '-' Dato non disp. | Grassetto – Pole position Corsivo – Giro più veloce |

### Campionato mondiale WCR
| 2024 | Moto   |   |   |   |   |   |   |   |   |   |   |   |   | Punti | Pos. |
| ---- | ------ | - | - | - | - | - | - | - | - | - | - | - | - | ----- | ---- |
| 2024 | Yamaha | 2 | 3 | 1 | 2 | 3 | 1 | 3 | 1 | 1 | 2 | 2 | 3 | 244   | 1º   |

| Legenda | 1º posto        | 2º posto            | 3º posto           | A punti      | Senza punti        | Grassetto – Pole position Corsivo – Giro più veloce |
| Legenda | Gara non valida | Non qual./Non part. | Ritirato/Non class | Squalificato | '-' Dato non disp. | Grassetto – Pole position Corsivo – Giro più veloce |

### Campionato mondiale Supersport
| 2025 | Moto  |  |  |    |    |    |    |    |     |    |    |    |    |    |    |    |    |  |  |  |  |  |  |  |  | Punti | Pos. |
| ---- | ----- |  |  | -- | -- | -- | -- | -- | --- | -- | -- | -- | -- | -- | -- | -- | -- |  |  |  |  |  |  |  |  | ----- | ---- |
| 2025 | Honda |  |  | 30 | 26 | 24 | 23 | 27 | Rit | NP | NP | 27 | 24 | 26 | 28 | 23 | 23 |  |  |  |  |  |  |  |  | 0     |      |

| Legenda | 1º posto        | 2º posto            | 3º posto           | A punti      | Senza punti        | Grassetto – Pole position Corsivo – Giro più veloce |
| Legenda | Gara non valida | Non qual./Non part. | Ritirato/Non class | Squalificato | '-' Dato non disp. | Grassetto – Pole position Corsivo – Giro più veloce |